# Eparchia Bahyr Dar-Desje
Eparchia Bahyr Dar-Desje (łac. Eparchia Bahirdardessiensis) – eparchia Kościoła katolickiego obrządku etiopskiego w Etiopii, z siedzibą w mieście Bahyr Dar w regionie Amhara.

## Historia i terytorium
Eparchia została erygowana w dniu 19 stycznia 2015 roku z części terytorium metropolitalnej archieparchii Addis Abeby.

## Główne świątynie
- Katedra: Katedra Egziabher Ab w Bahyr Dar

## Eparchowie
- Lisane-Christos Matheos Semahun (od 2015)